# Стоячая волна

Пример стоячей волны (чёрная линия), возникшей в результате интерференции двух гармонических волн (красная и синяя линии) одинаковой частоты и амплитуды, распространяющихся во встречных направлениях. Красные точки обозначают узлы — точки или области в пространстве, в которых амплитуда колебательного процесса минимальна и равна разности амплитуд интерферирующих волн (амплитуда стоячей волны в узлах равна нулю). Посередине между каждой парой соседних узлов располагается пучность — точка или область в пространстве, в которой амплитуда максимальна и равна сумме амплитуд интерферирующих волн (амплитуда стоячей волны в пучностях вдвое больше амплитуды каждой из интерферирующих волн). Фаза колебательного процесса стоячей волны при переходе через узел меняется на 180° (говорят, что колебания синфазны в пространстве с точностью до 180°). В данном примере расстояние между соседними узлами составляет половину длины волны интерферирующих волн, значение коэффициента стоячей волны (отношение амплитуд колебаний в пучности и узле) стремится к бесконечности

Стоя́чая волна́ — явление интерференции волн, распространяющихся в противоположных направлениях, при котором перенос энергии ослаблен или отсутствует.
Стоя́чая волна́ (электромагнитная) — периодическое изменение амплитуды напряжённости электрического и магнитного полей вдоль направления распространения, вызванное интерференцией падающей и отражённой волн.
Стоячая волна — колебательный (волновой) процесс в распределённых колебательных системах с характерным устойчивым в пространстве расположением чередующихся максимумов (пучностей) и минимумов (узлов) амплитуды. Такой колебательный процесс возникает при интерференции нескольких когерентных волн.
Например, стоячая волна возникает при отражении волны от преград и неоднородностей в результате взаимодействия (интерференции) падающей и отражённой волн. На результат интерференции влияют частота колебаний, модуль и фаза коэффициента отражения, направления распространения падающей и отражённой волн друг относительно друга, изменение или сохранение поляризации волн при отражении, коэффициент затухания волн в среде распространения. Строго говоря, стоячая волна может существовать только при отсутствии потерь в среде распространения (или в активной среде) и полном отражении падающей волны. В реальной же среде наблюдается режим смешанных волн, поскольку всегда присутствует перенос энергии к местам поглощения и излучения. Если при падении волны происходит её полное поглощение, то отражённая волна отсутствует, интерференции волн нет, амплитуда волнового процесса в пространстве постоянна. Такой волновой процесс называют бегущей волной.
Примерами стоячей волны могут служить колебания струны, колебания воздуха в органной трубе; в природе — волны Шумана. Для демонстрации стоячих волн в газе используют трубу Рубенса.

Двумерная стоячая волна на упругом диске. Основная мода
Более высокая мода стоячей волны на упругом диске

В случае гармонических колебаний в одномерной среде стоячая волна описывается формулой:
{\displaystyle u=u_{0}\cos kx\cos(\omega t-\varphi ),}
где {\displaystyle u} — возмущения в точке {\displaystyle x} в момент времени {\displaystyle t,}
{\displaystyle u_{0}} — амплитуда стоячей волны,
{\displaystyle \omega } — частота,
{\displaystyle k} — волновой вектор,
{\displaystyle \varphi } — фаза.
Стоячие волны являются решениями волновых уравнений. Их можно представить себе как суперпозицию волн, распространяющихся в противоположных направлениях.
При существовании в среде стоячей волны, существуют точки, амплитуда колебаний в которых равна нулю. Эти точки называются узлами стоячей волны. Точки, в которых колебания имеют максимальную амплитуду, называются пучностями.

## Моды
Стоячие волны возникают в резонаторах. Конечные размеры резонатора накладывают дополнительные условия на существование таких волн. В частности, для систем конечных размеров волновой вектор (а, следовательно, длина волны) может принимать лишь определённые дискретные значения. Колебания с определёнными значениями волнового вектора называются модами.
Например, различные моды колебаний зажатой на концах струны определяют её основной тон и обертоны.

## Математическое описание стоячих волн
В одномерном случае две волны одинаковой частоты, длины волны и амплитуды, распространяющиеся в противоположных направлениях (например, навстречу друг другу), будут взаимодействовать, в результате чего может возникнуть стоячая волна. Например, гармоничная волна, распространяясь вправо, достигая конца струны, производит стоячую волну. Волна, что отражается от конца, должна иметь такую же амплитуду и частоту, как и падающая волна.
Рассмотрим падающую и отражённую волны в виде:
{\displaystyle y_{1}\;=\;y_{0}\,\sin(kx-\omega t),}
{\displaystyle y_{2}\;=\;y_{0}\,\sin(kx+\omega t),}
где {\displaystyle y_{0}} — амплитуда волны,
{\displaystyle \omega } — циклическая (угловая) частота, измеряемая в радианах в секунду,
{\displaystyle k} — волновой вектор, измеряется в радианах на метр, и рассчитывается как {\displaystyle 2\pi /\lambda ,}
{\displaystyle x} и {\displaystyle t} — переменные для обозначения длины и времени.
Поэтому результирующее уравнение для стоячей волны {\displaystyle y} будет в виде суммы {\displaystyle y_{1}} и {\displaystyle y_{2}:}
{\displaystyle y\;=\;y_{0}\,\sin(kx-\omega t)\;+\;y_{0}\,\sin(kx+\omega t).}
Используя тригонометрические соотношения, это уравнение можно переписать в виде:
{\displaystyle y\;=\;2\,y_{0}\,\cos(\omega t)\;\sin(kx).}
Если рассматривать моды {\displaystyle x=0,\lambda /2,\lambda ,3\lambda /2,...} и антимоды {\displaystyle x=\lambda /4,3\lambda /4,5\lambda /4,...}, то расстояние между соседними модами / антимодами будет равно половине длины волны {\displaystyle \lambda /2}.

## Волновое уравнение
Для того, чтобы получить стоячие волны как результат решения однородного дифференциального волнового уравнения (Даламбера):
{\displaystyle \left(\nabla ^{2}-{\frac {1}{v^{2}}}{\frac {\partial ^{2}}{\partial t^{2}}}\right)u=0,}
необходимо соответствующим образом задать его граничные условия (например, закрепить концы струны).
В общем случае неоднородного дифференциального уравнения
{\displaystyle \left(\nabla ^{2}-{\frac {1}{v^{2}}}{\frac {\partial ^{2}}{\partial t^{2}}}\right)u=f_{0}u,}
где {\displaystyle f_{0}} — выполняет роль «силы», с помощью которой осуществляется смещение в определённой точке струны, стоячая волна возникает автоматически.